# Miloš Pavlović
Miloš Pavlović (Servisch: Милош Павловић) (Belgrado, 8 oktober 1982) is een Servisch autocoureur. Hij reed in 2009 in het Formule 2 kampioenschap.

## Carrière
Pavlović begon in de karting op 9-jarige leeftijd. Hij werd twee keer Joegoslavisch kampioen. Vanaf 1993 reed hij in het Italiaanse karting-circuit, waar hij een regionaal kampioenschap won. In 1994 werd hij vice-kampioen in Europa. In 1996 won hij de wereldbeker "Ayrton Senna Trophy" die gehouden werd in Japan. Hij won de race voor Giorgio Pantano en Jenson Button. In de periode van 1997 tot 1999 reed hij in de Britse Formule Vauxhall en eindigde zijn laatste jaar in deze raceklasse op de vierde plaats in het eindklassement, onder meer dankzij twee overwinningen. In 2000 reed hij in de Britse en Europese Formule 3.
In 2002 stapte hij over naar het Italiaanse Formule 3 kampioenschap. Hij vertrok vijf keer vanaf poleposition en won evenveel races, waardoor hij het kampioenschap won.
In 2003 en 2004 reed hij in het World Series Light Championship. Hij eindigde het eerste jaar op de derde plaats in de eindstand. Tijdens het tweede seizoen won hij zeven races en werd eerste in het kampioenschap. In de periode 2005-2007 was hij aan de slag in de Formule Renault 3.5 Series. Hij finishte in 2005 op de zeventiende plaats en in 2006 op de elfde plaats in de eindstand. Tijdens het laatste jaar in 2007 won hij twee races en eindigde op de derde plaats in het eindklassement.
In 2008 stapte hij over naar de GP2 Series. Het plan was om zowel de reguliere als het Aziatische kampioenschap te rijden, maar hij werd door zijn team na zes races vervangen door een andere rijder in het reguliere kampioenschap. Het Aziatische kampioenschap kon hij volledig uitrijden. Hij finishte op de zestiende plaats in de eindrangschikking.
In 2009 stapte hij over naar het vernieuwde Formule 2 kampioenschap. Hij finishte twee keer op een podiumplaats en werd negende in de eindstand.

## Resultaten in de Formule 2
| Jaar | 1       | 2      | 3       | 4     | 5     | 6     | 7     | 8       | 9       | 10    | 11      | 12     | 13    | 14    | 15     | 16     | Rang | Punten |
| ---- | ------- | ------ | ------- | ----- | ----- | ----- | ----- | ------- | ------- | ----- | ------- | ------ | ----- | ----- | ------ | ------ | ---- | ------ |
| 2009 | VAL Ret | VAL 17 | BRN Ret | BRN 5 | SPA 2 | SPA 4 | BRH 7 | BRH Ret | DON Ret | DON 8 | OSC Ret | OSC 21 | IMO 6 | IMO 3 | CAT 10 | CAT 19 | 9e   | 29     |